# Dagghätting
Dagghätting (Galerina vittiformis) är en svampart som först beskrevs av Elias Fries, och fick sitt nu gällande namn av Rolf Singer 1950. Enligt Catalogue of Life ingår dagghätting i släktet Galerina,  och familjen Strophariaceae, men enligt Dyntaxa är tillhörigheten istället släktet Galerina,  och familjen buktryfflar. Arten är reproducerande i Sverige. Inga underarter finns listade i Catalogue of Life.

## Bildgalleri

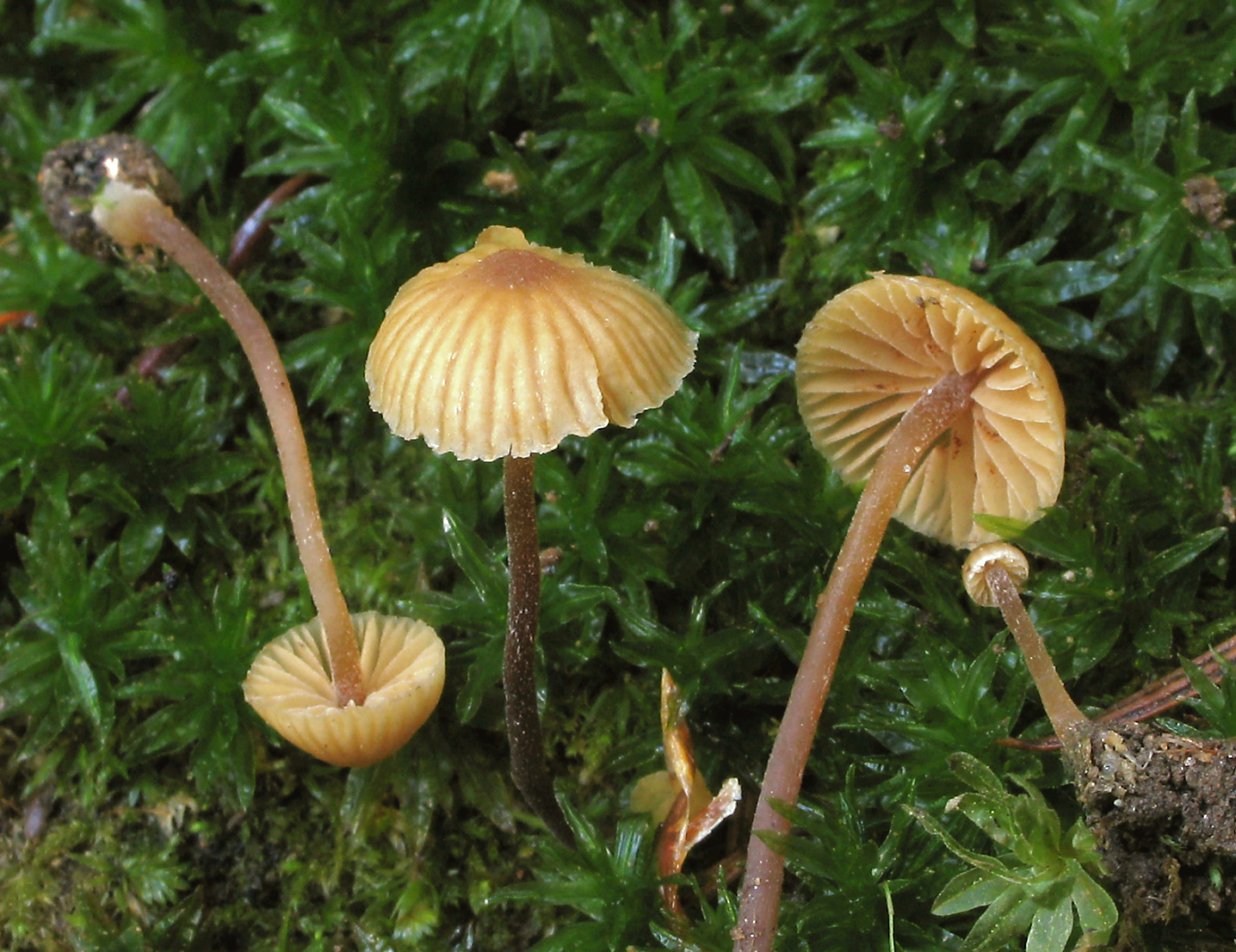
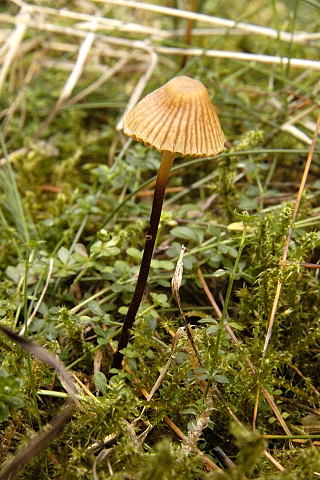